# 毛利元賢
毛利 元賢（もうり もとかた）は、周防国徳山藩2代藩主。就隆系毛利家2代。
初代藩主・毛利就隆の5男。母は中川重政の娘・禅海院。兄に毛利元次。正室は酒井忠直の娘。幼名は元丸。諱は初め元隆と名乗り、延宝7年10月10日（1679年）に元賢と改名した。官位は従五位下、日向守。

## 生涯
寛文10年（1670年）に江戸の三田邸で生まれる。3人の兄が早世し、四兄の元次が庶子だったために世子となる。延宝7年（1679年）8月8日に父が死去したため、同年10月13日に家督を継いだ。この時の元賢はまだ10歳と幼年であったため、桂賢恒（民部）、神村隆忠（将監）、粟屋木工らが相次いで当職となり、藩政を補佐した。
貞享2年（1685年）7月30日、元服して式部と称する。貞享4年（1687年）6月、初めて徳山に帰り、10月に領内を巡視する。元禄元年4月（1688年）、江戸に参勤し、12月26日に叙任する。
元禄3年（1690年）5月に病に罹り、5月21日に嗣子ないまま江戸の三田邸にて死去した。享年21。兄の元次が養嗣子となり跡を継いだ。法号は大陽院殿玉峰澄和大居士。墓所は山口県周南市舞車の大成寺徳山毛利家墓所と東京都港区愛宕の青松寺。

## 系譜
- 父：毛利就隆（1602-1679）
- 母：禅海院 - 中川重政の娘
- 正室：玄好院 - 酒井忠直の娘
- 養子
  - 男子：毛利元次（1668-1719） - 毛利就隆の四男